# Garnotia patula
Garnotia patula är en gräsart som först beskrevs av William Munro, och fick sitt nu gällande namn av William Munro och George Bentham. Garnotia patula ingår i släktet Garnotia och familjen gräs. Utöver nominatformen finns också underarten G. p. mutica.